# Distretto di Kalabo
Il distretto di Kalabo è un distretto dello Zambia, parte della Provincia Occidentale.
Il distretto comprende 27 ward:
- Buleya
- Kandambo
- Kuuli
- Libonda
- Licha
- Likulundundu
- Liumba
- Liumena
- Luanginga
- Lueti
- Lulan'gunyi
- Luola
- Lutwi
- Lwambi
- Maala
- Mapungu
- Mutala
- Mwenyi
- Namulilo
- Ndoka
- Nengu
- Nguma
- Salunda
- Siluwe
- Sishekanu
- Tuuwa
- Yuka